# SN 1999gt
SN 1999gt – supernowa typu Ia odkryta 29 grudnia 1999 roku w galaktyce A033210-2806. W momencie odkrycia miała maksymalną jasność 22,10m.